# 威廉一世 (符腾堡)

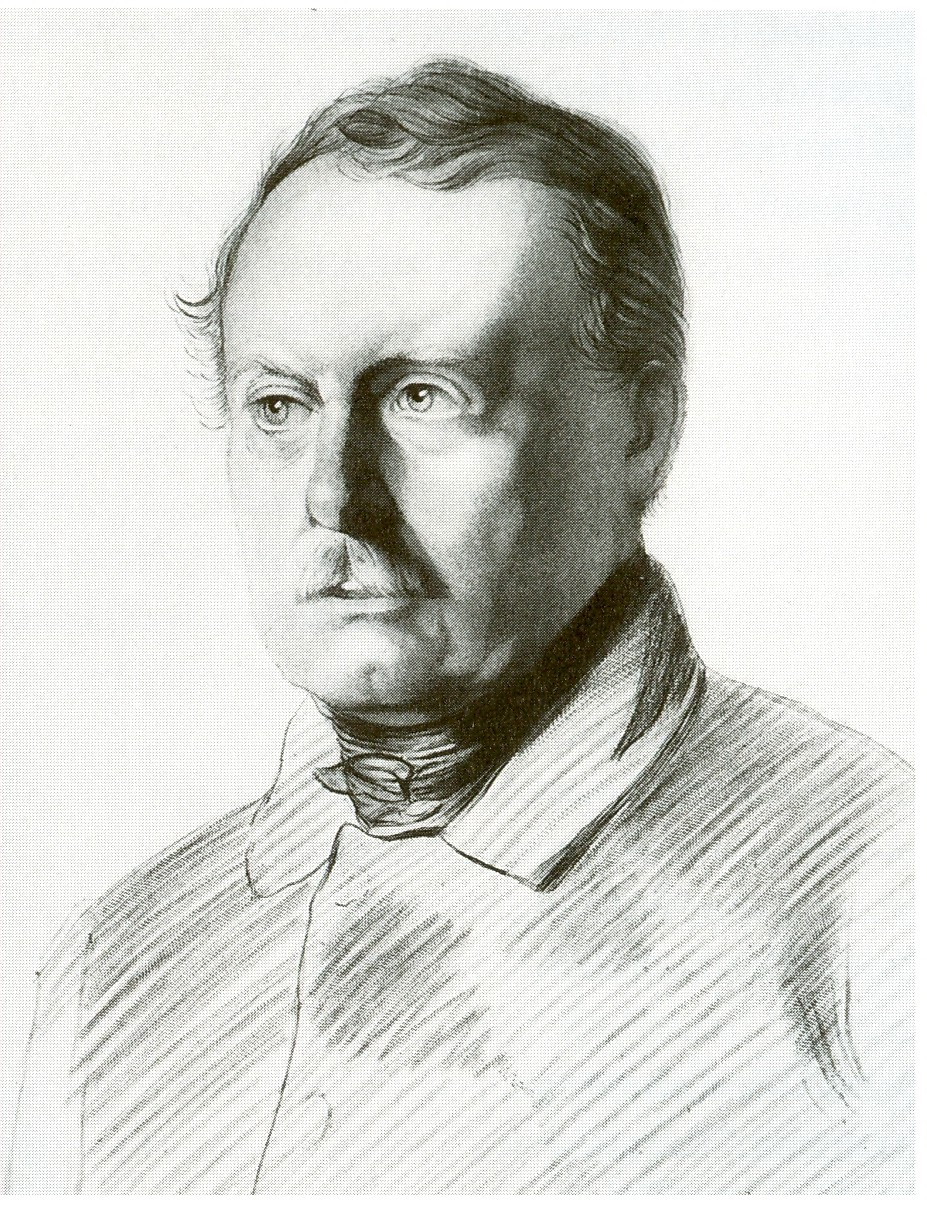
符腾堡国王威廉一世

威廉一世（德語：Wilhelm I，1781年9月27日—1864年6月25日），全名威廉·腓特烈·卡尔（Wilhelm Friedrich Karl），符腾堡国王，1816年至1864年在位。

## 生平
威廉一世1781年生于吕本（今波兰卢宾），符腾堡国王腓特烈一世与第一任妻子不伦瑞克-沃尔芬比特尔的奥古斯塔的长子。1800年作为志愿军加入奥地利军队，直到1806年符腾堡成为王国，他成为王储而回到斯图加特。

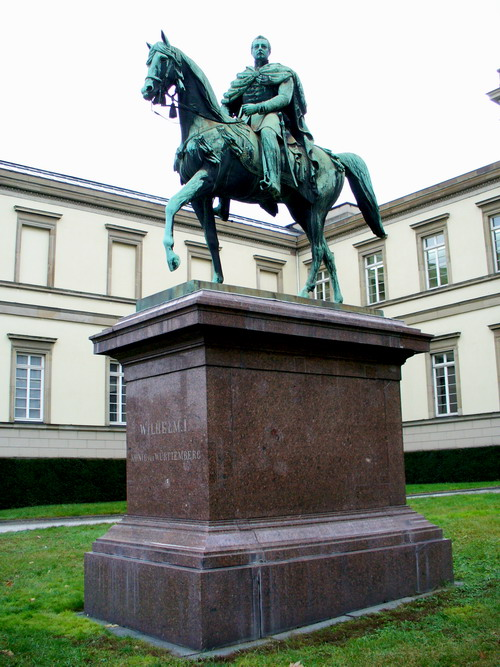
斯图加特国立展览馆的威廉一世铜像

1816年10月30日，威廉的父亲国王腓特烈一世去世，他继位成为符腾堡国王威廉一世。即位后宣布特赦令，降低赋税，并于1819年出台了符腾堡的第一部宪法。然而国王刚刚上任符腾堡就发生了经济危机，粮食歉收、物价上涨。国王有着对农业的个人兴趣，在他统治时期农业和葡萄种植有了长足进步，他被国人亲切地称为“农民国王”。1818年11月20日，威廉一世创办了农业课程实验大学（Landwirtschaftliche Unterrichts- Versuchs- und Musteranstalt），即日后霍恩海姆大學的前身。威廉一世还在斯图加特兴建了Gartenhauses mit Wohngebäuden und Ziergewächshäusern im maurischen Stil，即今天的威廉玛动植物园。
1830年威廉一世被英国国王授予嘉德勋章。1848年欧洲革命期间，符腾堡并没有发生暴力事件。但威廉一世重组了内阁，并修改了宪法。1864年7月25日，威廉一世在斯图加特附近的罗森施泰因城堡去世，葬于斯图加特-罗腾贝格。

## 家庭
1808年，威廉在慕尼黑与巴伐利亚的卡羅琳·奧古斯塔结婚，二人于1814年离婚，没有子女。
1816年1月24日，威廉在圣彼得堡娶俄罗斯沙皇保罗一世的女儿葉卡捷琳娜·巴甫洛夫娜为第二任妻子，兩人有兩個女兒：
- 长女瑪麗·弗蕾德里克·夏洛特（1816年10月30日—1887年1月4日），与奈佩格伯爵阿尔弗莱德结婚。
- 次女索菲·弗里德里克·玛蒂尔德（1818年6月17日—1877年6月3日），与荷兰国王威廉三世结婚。

1819年威廉一世的第二任妻子叶卡捷琳娜·巴甫洛夫娜去世。他于次年娶了他的堂妹保琳为第三位妻子，兩人有一子两女：
- 三女卡塔琳娜·弗蕾德里克·夏洛特（1821年8月24日—1898年12月6日），與堂兄腓特烈王子結婚，是威廉二世的母亲。
- 獨子卡尔·腓特烈·亚历山大（1823年3月6日—1891年10月6日），1864年成为符腾堡国王卡尔一世。
- 四女奥古斯塔·威廉明娜·亨麗埃特（1826年10月4日—1898年12月3日），与薩克森-魏瑪-艾森納赫的赫爾曼结婚。